# 세르조 카스텔리토
세르조 카스텔리토(Sergio Castellitto, 1953년 8월 18일 ~ )는 이탈리아의 배우 및 영화 감독이다.

## 출연 작품
- 빨간 구두
- 마피아 Inc - 프란체스코 '프랭크' 파테른 역
- 콘클라베 - 테데스코 역